# 國家體育中心
國家體育中心是一座位於明尼蘇達州布萊恩佔地600英畝的綜合體育園區。它包括一座足球場、超過50個全尺寸足球場、一座高爾夫球場、一座會議設施和一座擁有8面滑冰場的Super Rink。國家體育中心承辦了許多全國和世界錦標賽，包括足球、冰球、花式滑冰、短道競速滑冰、掃帚球、橄欖球、極限飛盤和袋棍球。1987年立法機關成立明尼蘇達業餘體育委員會 (MASC)，並撥款1470萬美元興建NSC，於1990年啟用。
每年7月，國家體育中心都會舉辦美國盃，它是西半球最大的足球錦標賽，共有來自19個國家的1,100多支球隊參加。

## 外部連結
- Stadium pictures at StadiumDB.com （页面存档备份，存于）